# Kazuhiko Chiba
Kazuhiko Chiba (n. 21 iunie 1985, Kushiro, Japonia) este un fotbalist japonez.

## Statistici
| Japonia | Japonia | Japonia |
| An      | Meciuri | Goluri  |
| ------- | ------- | ------- |
| 2013    | 1       | 0       |
| Total   | 1       | 0       |